# 2009年8月

## 8月31日
- 兩岸定期航班開航，並由常態包機時的每週108班增加到207班。鉅亨網
- 日本国会众议院选举结束，民主党大获全胜，向保持合作关系的其他两个在野党提出就组建联合政权进行协商，将建三党联合政权，而在大选中惨败的执政两党自民党和公明党则将更换党首。新华网（页面存档备份，存于）

## 8月30日
- 8月30日，藏传佛教领袖第十四世達賴喇嘛受高雄市市长陈菊之邀抵達台灣为八八水災災民祈福，引发台海两岸关系紧张。中央社
- 日本民主黨在当天举行的第45届眾議院议员選舉中獲得超過半數的众议院议席，将取代自民党上台执政，其党代表鸠山由纪夫将出任首相。自由時報[]新华网（页面存档备份，存于）

## 8月28日
- 据欧洲之声网站报道，为了减少温室气体排放，欧盟将从下周开始发起停止使用白炽灯泡的运动，从9月1日开始，出售灯泡的商铺将不能购进新的100瓦白炽灯泡，但可以继续把存货卖完。目前人们普遍使用的40瓦和25瓦的白炽灯泡将可以使用到2012年。预计这一运动每年将可以为欧盟节省40太瓦时（TWh）电量新华网（页面存档备份，存于）
- 欧盟委员会发表声明说，它已批准德国汉莎航空公司收购奥地利航空公司，但前提条件是汉莎航空公司必须采取一套补救方案，打消欧盟委员会对此举可能影响航空领域竞争的顾虑。新华网（页面存档备份，存于）
- 美国国家航空航天局发现号航天飞机从佛罗里达州肯尼迪航天中心升空，将向国际空间站运送给养。新华网（页面存档备份，存于）

## 8月27日
- 第33届加拿大蒙特利尔国际电影节隆重开幕，来自78个国家的400多部影片将分别参加9个单元的比赛和展映。新华网
- 缅甸政府军和果敢特区主席彭家声率领的果敢同盟军在果敢发生武装冲突，导致3万多难民逃住中国。新浪网（页面存档备份，存于）中国新闻网（页面存档备份，存于）

## 8月26日
- 俄罗斯武装部队总参谋长尼古拉·马卡罗夫证实，俄军将购买一艘法国制造的“西北风”级两栖攻击舰，这是冷战结束后俄罗斯单笔最大规模海外军购。新华网（页面存档备份，存于）
- 法国总统尼古拉·萨科齐说，他希望法国2011年主办八国集团（G8）峰会之时，这一会议能因为主要发展中国家的参与而改称十四国集团（G14）峰会。意大利总理西尔维奥·贝卢斯科尼也主张建立十四国集团。但八国集团中日本明确提出反对意见，认为增加成员会导致难以达成一致。新华网（页面存档备份，存于）

## 8月25日
- 韩国首枚运载火箭罗老号在全罗南道高兴郡罗老宇航中心发射升空，由于火箭的二次分离晚于预定设计，导致火箭所搭载的卫星没能进入预定轨道。新华网（页面存档备份，存于）

## 8月23日
- 委内瑞拉小姐斯特凡尼娅·费尔南德斯在巴哈马拿骚亚特兰蒂斯天堂岛度假村举行的2009年环球小姐大赛中获得冠军。中国新闻网（页面存档备份，存于）

## 8月20日
- 牙买加选手乌塞恩·博尔特在德国柏林举行的第12届世界田径锦标赛男子200米决赛中以19秒19的成绩刷新他自己保持的世界纪录。新华网（页面存档备份，存于）

## 8月19日
- 伊拉克首都巴格达发生两起汽车炸弹爆炸袭击事件，造成至少95人死亡、563人受伤。新华网（页面存档备份，存于）

## 8月17日
- 韩国选手梁容银在美国明尼苏达州举行的第91届PGA锦标赛中获得冠军，成为首个获得高尔夫球大满贯赛冠军的亚洲人。新华网（页面存档备份，存于）

## 8月16日
- 牙买加选手乌塞恩·博尔特在德国柏林举行的第12届世界田径锦标赛男子100米决赛中以9秒58的成绩刷新他自己保持的世界纪录。新华网（页面存档备份，存于）
- 中国选手林丹在印度海德拉巴举行的2009年世界羽毛球锦标赛男单决赛中获得冠军，成为首个连续三届获得冠军的男单选手。新华网（页面存档备份，存于）
- 香港港鐵西鐵線九龍南線正式通車，西鐵線從此由南昌站延長至柯士甸站、尖東站及紅磡站；同時，即日起東鐵線南行總站由尖東再次遷回紅磡。

## 8月15日
- 亞洲最長的斜張橋二重疏洪道斜張橋合攏。

## 8月14日
- 美国参议员吉姆·韦伯抵达缅甸，访问期间将会见该国军事领导人丹瑞。BBC中文网（页面存档备份，存于） 德国之声中文网（页面存档备份，存于）
- 英国政府宣布暂停位于加勒比海地区海外领土特克斯和凯科斯群岛政府的统治权两年，以清除该岛政府的腐败现象。凤凰网（页面存档备份，存于）

## 8月13日
- 政府釋放一名被扣留137天的現代集团下属公司派驻朝鲜开城工业园区的員工。BBC中文網（页面存档备份，存于）
- 国际奥委会主席罗格在柏林宣布，女子拳击项目将成为2012年伦敦奥运会正式比赛项目。BBC中文网（页面存档备份，存于）北青网

## 8月11日
- 緬甸政治領袖昂山素季因「收容外人破壞軟禁條件」，再被判一年半的軟禁。半島電視台（页面存档备份，存于）

## 8月10日
- 拉斐尔·科雷亚在厄瓜多尔首都基多宣誓就任厄瓜多尔总统，开始他的第二个总统任期。华媒网

## 8月9日
- 台风莫拉克在中国福建省霞浦县沿海登陆，登陆时台风中心最大风速12级。中国天气网

## 8月8日
- 台风莫拉克于台湾中南部引發嚴重水灾，造成4人死亡9人失踪。自由时报联合新闻网（页面存档备份，存于）

## 8月7日
- 台风莫拉克在台湾花莲市沿海登陆，登陆时台风中心附近最大风力13级。中国天气网
- 日本藝人酒井法子向警方承認藏毒被捕。

## 8月6日
- 美国参议院通过总统巴拉克·奥巴马的提名，由索尼娅·索托马约尔担任最高法院法官，她将成为美国历史上首位拉美裔最高法院法官。新华网（页面存档备份，存于）
- 美国北卡罗来纳大学的科学家在《自然》杂志上发文称，他们首次成功破译了艾滋病的病原体人类免疫缺陷病毒的完整基因组。新华网（页面存档备份，存于）
- 刚果民主共和国总统约瑟夫·卡比拉和卢旺达总统保罗·卡加梅在刚果民主共和国北基伍省首府戈马举行自1996年两国断交以来的首次正式双边会晤。联合国新闻（页面存档备份，存于）

## 8月5日
- 马哈茂德·艾哈迈迪-内贾德在伊朗首都德黑兰宣誓就任伊朗总统，开始其第二个总统任期。新华网（页面存档备份，存于）
- 強烈热带风暴天鹅在中国广东省台山市海宴镇附近沿海地区登陆，登陆时中心附近最大风力9级。中国天气网

## 8月4日
- 泰国曼谷航空公司一架ATR72-500型客机在苏梅岛机场着陆时滑出跑道并起火，造成至少1人死亡、数十人受伤。新华网（页面存档备份，存于）新华网（页面存档备份，存于）
- 朝鲜国防委员长金正日接见到访平壤的美国前总统克林顿后，下令释放两名正在服刑的美国女记者凌志美和李承恩。BBC中文网1（页面存档备份，存于） BBC中文网2（页面存档备份，存于）
- 阿爾及利亞首都阿爾及爾發生中國人與一百名當地人的衝突的事件。十個中國移民在衝突中受傷，兩家中國商店遭搶。BBC中文網（页面存档备份，存于）
- 7月31日至8月4日－第25屆亞洲棒球錦標賽在日本札幌举行。

## 8月3日
- 上月新疆騷亂被北京指為幕後黑手的熱比婭·卡德爾的親屬發出信件，批評其及世維會對事件有不可推卸的委任，「必須受到懲罰」。熱比婭則指信件為偽造或是親屬被迫寫下的。BBC中文網（页面存档备份，存于）BBC中文網（页面存档备份，存于）
- 中国青海省海南藏族自治州兴海县子科滩镇自7月30日发现的肺鼠疫疫情至今已有12人确诊，其中3人死亡。新华网（页面存档备份，存于）

## 8月2日
- 烏魯木齊七·五暴力事件：
  - 新疆警方再拘捕319名涉嫌參與上月初新疆暴力事件的人。BBC中文網（页面存档备份，存于）
  - 一個自稱為「突厥斯坦伊斯蘭黨」的疆獨組織在網上號召伊斯蘭教徒，在全球範圍內襲擊代表中國利益的目標，報復中國政府「鎮壓」新疆騷亂。BBC中文網（页面存档备份，存于）
- 巴基斯坦东部城镇旁遮普省的基督教社区，一群穆斯林以基督教徒亵渎了可兰经为由，放火焚烧了数十所基督徒的房屋，並导致8人死亡。國際在線（页面存档备份，存于）

## 8月1日
- 丹麦前首相拉斯穆森正式出任北大西洋公约组织秘书长，接替7月底期满离任的夏侯雅伯。新华网（页面存档备份，存于）
- 中国青海省海南藏族自治州发现肺鼠疫疫情，截至目前已确诊病例12例，其中1例死亡。新华网（页面存档备份，存于）
- 在巴基斯坦旁遮普省戈杰拉市的基督徒社区，一群穆斯林以基督徒亵渎了《可兰经》为由，放火焚烧了50多所基督徒的房屋，並导致7人死亡。新华网（页面存档备份，存于）
- 以色列特拉維夫一家同性戀者活動中心發生鎗擊案，造成兩人死亡，十五人受傷。國土報（页面存档备份，存于）